# Joe Yellow
Joe Yellow, également connu sous les noms de Bandanna et Bob Salton, de son vrai nom Domenico Ricchini (né en 1958), est un chanteur et producteur italien.

## Biographie
Originaire de Vallecamonica, Domenico forme en 1974 son premier groupe de rock, qui sera ensuite rejoint par une seconde formation de matrice musicale plus strictement disco ; il sort son premier single en 1979 sous le pseudonyme de Delanuà pour le label Discomagic Records, tandis qu'entre 1980 et 1982, il enchaîne diverses chansons signées alternativement Bob Salton et Bandanna,. En 1983, il prend le pseudonyme de Joe Yellow et marque un tournant dans sa carrière, ; le nom de Joe Yellow lui a été attribué par le compositeur italien Claudio Cecchetto aux studios du label Baby Records. Grâce à son amitié avec Severo Lombardoni, Domenico est aidé par le duo Roberto Turatti (anciennement dans Decibel) et Michele « Miki » Chieregato dans la préparation du single Lover to Lover,, avec lequel il parvient à obtenir de nombreuses diffusions radiophoniques en Italie et à l'étranger (en particulier en Europe du Nord).
Au cours des trois années suivantes, d'autres succès marqueront la scène dance de l'époque, notamment Take My Heart (1984), I'm Your Lover (1986) et Love at First (1986), faisant de lui l'une des figures de proue de l'Italo disco aux côtés de chanteurs tels que Den Harrow, Sabrina Salerno, Valerie Dore et bien d'autres. En 1984, il participe à l'émission Discoring diffusée sur la chaîne Raiuno. En 1988, il sort son seul et unique album studio  I'm Your Lover. Sa carrière se poursuivra pendant le reste de la décennie et partiellement dans la suivante (années 1990), mais la crise du genre musical de référence provoquera son retrait progressif de la scène, non sans avoir créé et publié quelques nouvelles chansons sous le pseudonyme de Bandanna.
En 2015, il est arrêté à la sortie d'une gare en possession de deux doses d'héroïne, puis relâché après avoir comparu devant le juge du tribunal de Brescia. En 2021, Joe Yellow sort le maxi Flash in the Night au label Flashback Records, dont le projet a démarré en 2010 mais avait besoin d'éditions supplémentaires avant sa sortie.

## Discographie partielle

### Album studio
- 1988 : I'm Your Lover

### Singles
- 1983 : Lover to Lover
- 1984 : Take My Heart
- 1985 : Recollection
- 1985 : Love At First
- 1986 : I'm Your Lover
- 1988 : Easy Lovers
- 1988 : Runner
- 1989 : Wild Boy
- 1989 : Synchronization of Love
- 1991 : Last Call
- 1992 : U.S.A.
- 1996 : Lover To Lover RMX '96